# Mistaken Point
Mistaken Point é um sítio paleontológico de fósseis mole de espécies marinhas profundas, do período Ediacarano médio. Os fósseis do sítio são os exemplares de megafósseis moles mais antigos do mundo, descobertos até o momento. O sítio abrange 17 quilômetros de faixa costeira da Península de Avalon, na província de Terra Nova e Labrador, no Canadá. A maior parte da área do sítio está inserida na Reserva Ecológica Mistaken Point e 0,03% da área está inserida na Reserva das Terras da Coroa. O sítio foi declarado como Patrimônio Mundial pela Organização das Nações Unidas para a Educação, a Ciência e a Cultura (UNESCO), no ano de 2016.

## História
Os fósseis foram descoberto por Shiva Balak Misra e seu assistente de campo Paul Thompson em 1967, enquanto mapeavam as rochas pré-cambrianas da costa entre Cape Race e Biscay Bay. Em 16 de novembro de 1968, Misra e seu professor Michael Anderson, publicaram um artigo de duas páginas, na revista Nature, sobre os fósseis descobertos. Após a publicação, a região passou a despertar interesse científico mundial, onde diversos geocientistas passaram a visitar o local, como Hans Hofmann, Trevor Ford e o paleontólogo russo Mikhail Fedonkin. E também, despertou o interesse de colecionadores de fósseis, que passaram a coletar os fósseis usando marretas e explosivos.
Em 31 de julho de 1987, para preservar os fósseis da região, o Governo de Terra Nova e Labrador declarou como Reserva Ecológica Mistaken Point, uma faixa costeira de 8,5 quilômetros de extensão, proibindo a coleta dos fósseis. Os pesquisadores passaram a examinar os fósseis in situ e a fazer moldes de borracha ou gesso para continuação dos estudos em laboratórios.
No ano de 1999, foram encontrados mais fósseis, fora da área delimitada da reserva. E, em 24 de janeiro de 2003, o governo incluiu uma extensão emergencial da reserva para proteger os novos fósseis encontrados. E no ano de 2009, a extensão foi inserida na reserva efetivamente.

## Descrição
O sítio está localizado em uma faixa de falésias costeira de 17 quilômetros de extensão e a largura começando no nível da maré baixa padrão e indo até a borda do gramado, totalizando uma área de 146 hectares. A zona tampão possui aproximadamente 30 metros de largura, com uma área de 74 hectares. O limite da zona é fixo e pode sofrer reduções gradativamente da área, devido as erosões naturais. A maior parte do sítio é composta de rochas pré-cambrianas sobrepostas por camadas do período Pleistoceno tardio e de folhas granuladas, de até 4 metros de espessura, de pedregulho não consolidado de origem glacial. E há a presença, também, de rochas de cinzas vulcânicas e argilitos. Essas rochas variam de1 a 76 metros de altura acima do nível do mar e são intercaladas por 9 praias de cascalho.
O sítio apresenta fósseis de biota Ediacara, em idade de 580 a 560 milhões de anos, que variam de poucos centímetros até 2 metros de comprimento. Esses seres viviam no fundo do mar lamacento e foram cobertos por camadas sucessivas de cinzas vulcânicas. Foram encontrados três grupos distintos de táxons, 14 gêneros e 17 espécies. Ver tabela abaixo.
| Táxon           | Gênero / Espécie                 | Ref.  |
| --------------- | -------------------------------- | ----- |
| Rangeomorpha    | Avalofractus abaculus            | [ 1 ] |
| Rangeomorpha    | Beothukis mistakensis            | [ 1 ] |
| Rangeomorpha    | Bradgatia linfordensis           | [ 1 ] |
| Rangeomorpha    | Charnia masoni                   | [ 1 ] |
| Rangeomorpha    | Culmofrons plumosa               | [ 1 ] |
| Rangeomorpha    | Fractofusus andersoni            | [ 1 ] |
| Rangeomorpha    | Fractofusus misrai               | [ 1 ] |
| Rangeomorpha    | Frondophyllas grandis            | [ 1 ] |
| Rangeomorpha    | Hapsidophyllas flexibilis        | [ 1 ] |
| Rangeomorpha    | Pectinifrons abyssalis           | [ 1 ] |
| Rangeomorpha    | Primocandelabrum hiemaloranum    | [ 1 ] |
| Rangeomorpha    | Trepassia (Charnia) wardae       | [ 1 ] |
| Rangeomorpha    | Vinlandia (Charnia) antecedens   | [ 1 ] |
| Arboreomorpha   | Charniodiscus (Arborea) arboreus | [ 1 ] |
| Arboreomorpha   | Charniodiscus spinosus           | [ 1 ] |
| Arboreomorpha   | Charniodiscus procerus           | [ 1 ] |
| Phylum Porifera | Thectardis avalonensis           | [ 1 ] |

## Turismo
O sítio fóssil está aberto ao público, diariamente entre os meses de maio e outubro, com acesso pago, e somente com visitas guiadas e a pé. Para ver os fósseis in situ, o visitante percorre uma trilha de 6 quilômetros pelas rochas, de dificuldade moderada e em superfície irregular e molhada. No Centro Interpretativo Edge of Avalon há exposições e interpretações dos fósseis de Mistaken Point.